# Mottenbal

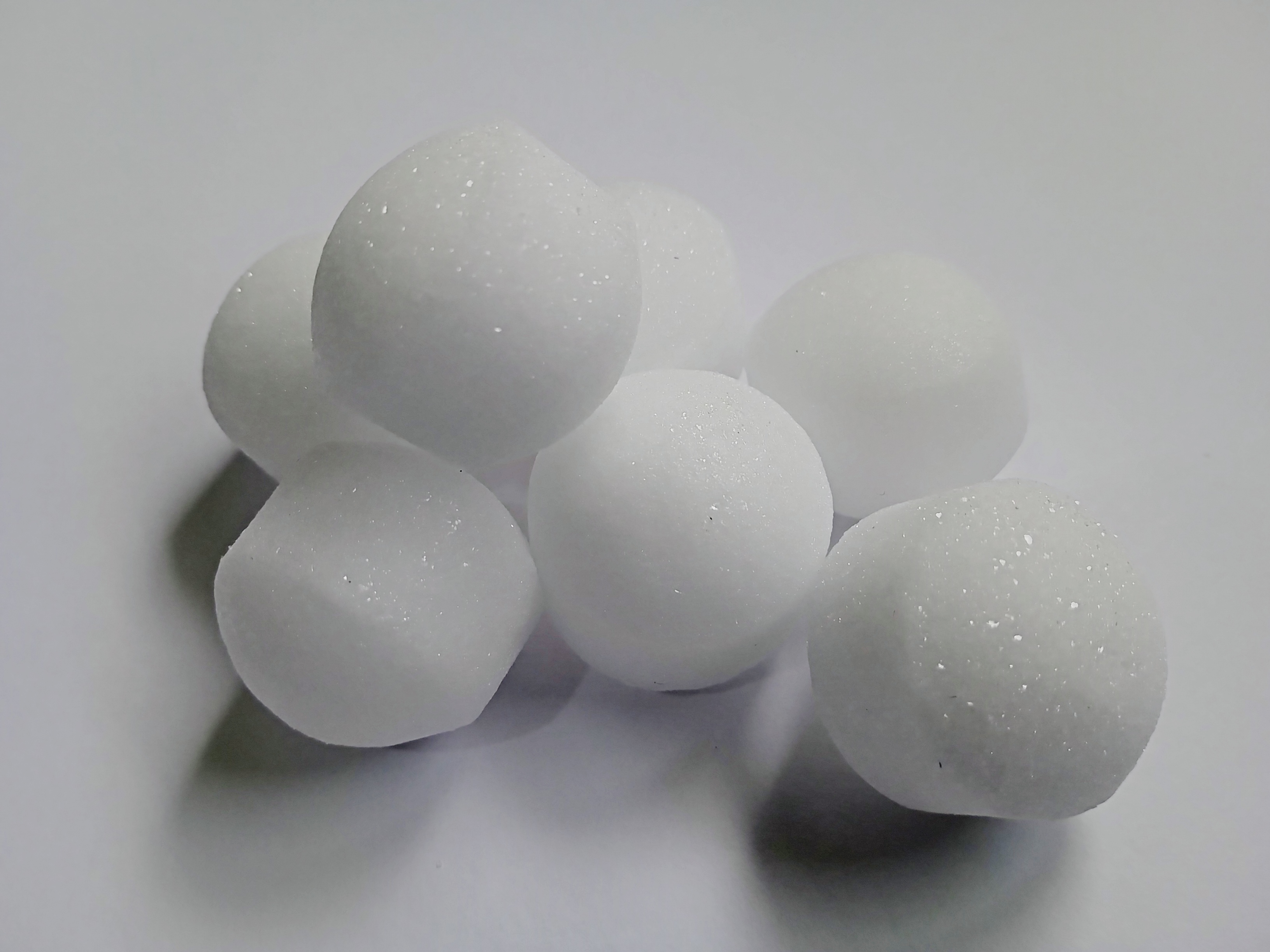
Mottenballen

Een mottenbal is een middel tegen (kleer)motten. Het bestaat uit een balletje van een chemische verbinding die gemakkelijk verdampt, en die zeer onprettig is voor de motten. Vroeger bestonden mottenballen uit kamfer of naftaleen, maar nieuwer is het gebruik van paradichloorbenzeen.

## Taal
Het gezegde uit de mottenballen halen betekent: iets van lang geleden oprakelen. Dit refereert aan het feit dat kleding die moest worden bewaard altijd met mottenballen werd opgeborgen.